# Isidoro Díaz
Isidoro Díaz (14 de março de 1940) é um ex-futebolista mexicano que competiu nas Copa do Mundo de 1962, 1966 e 1970.